# Archaeochrysa fracta
Archaeochrysa fracta là một loài côn trùng trong họ Chrysopidae thuộc bộ Neuroptera. Loài này được Cockerell miêu tả năm 1914.